# Tín phiếu kho bạc
Tín phiếu kho bạc là loại giấy nợ do chính phủ phát hành có kỳ hạn dưới một năm để bù đắp thiếu hụt tạm thời của Ngân sách Nhà nước và là một trong những công cụ quan trọng để Ngân hàng Trung ương điều hành chính sách tiền tệ. (tại Việt Nam, tín phiếu kho bạc do Bộ Tài chính phát hành). Tín phiếu kho bạc thường có kỳ hạn 1 tháng, 3 tháng, 6 tháng hay 9 tháng với một hay nhiều mức mệnh giá. Tín phiếu kho bạc thường được coi là không có rủi ro tín dụng (rủi ro phá sản).

## Phát hành tín phiếu
- Trên thị trường sơ cấp, Tín phiếu Kho bạc được phát hành bằng nhiều hình thức: đấu thầu, phát hành trực tiếp qua hệ thống Kho bạc, phát hành qua đại lý.

## Định giá trên thị trường sơ cấp
- Tín phiếu kho bạc là loại tín phiếu chiết khấu. Điều đó có nghĩa là, tín phiếu được bán thấp hơn mệnh giá và thanh toán theo mệnh giá khi đáo hạn, chứ không trả lãi theo định kỳ.